# Püngelbachtal
Das Naturschutzgebiet Püngelbachtal liegt im Gebiet von Monschau.

## Beschreibung

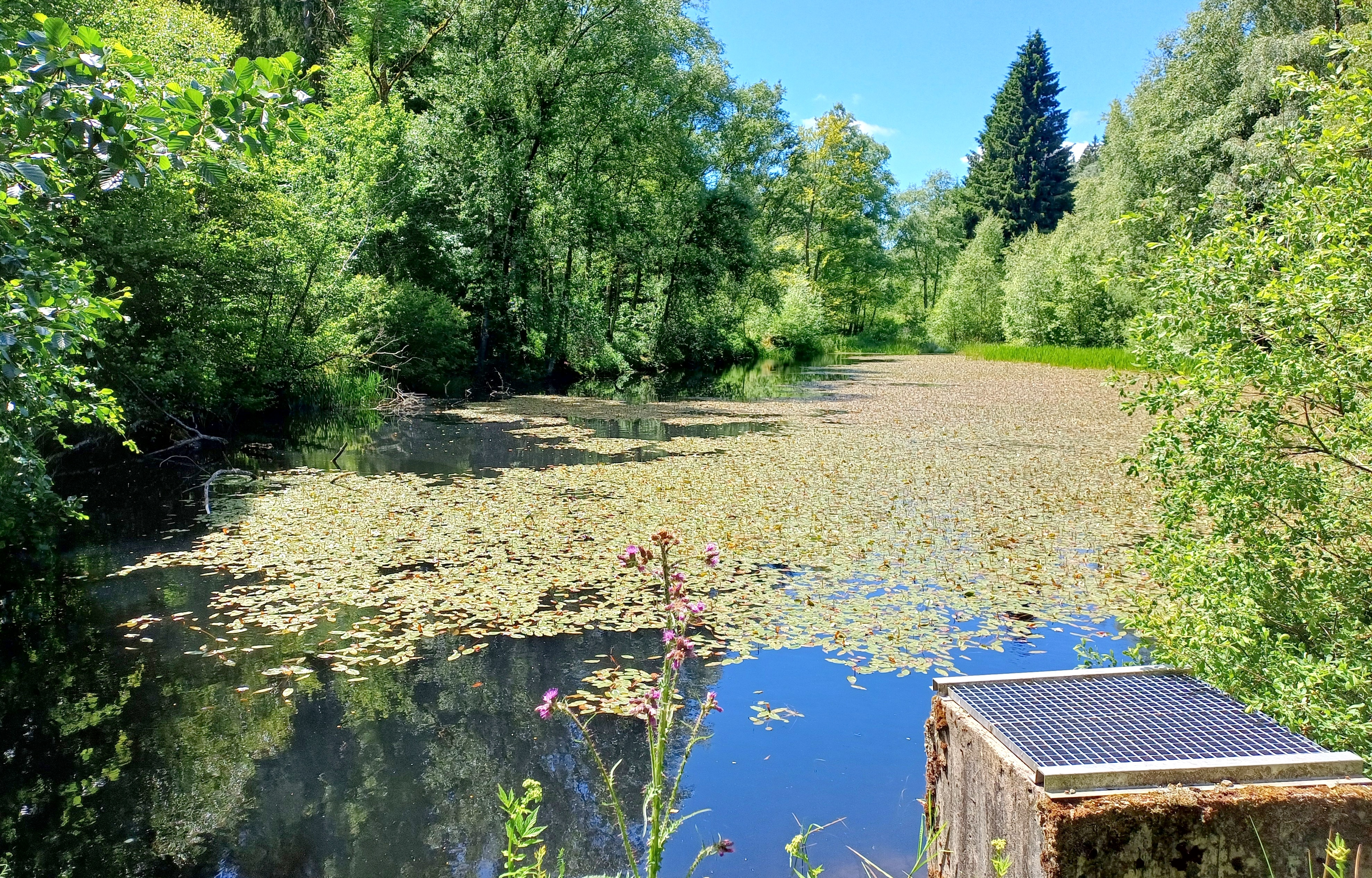
Stauanlage Püngelbach im oberen Püngelbachtal

Dieses Naturschutzgebiet liegt heute im Nationalpark Eifel, hat aber weiterhin rechtlichen Bestand.
Das Gebiet betrifft den Oberlauf des Püngelbachs. Die Quellmulde ist in einer von Fichtenforsten umstandenen großen Pfeifengraswiese. Sie wird von Wild offengehalten, dadurch gibt es hier großflächig Gelbe Narzissen und kleinflächig Borstraswiesen. In den Quellfluren wachsen entweder kleinseggenreiche Waldbinsenbestände oder Sumpfveilchen-Torfmoosgesellschaften. Auf der linken Seite sind artenreiche Bärwurz-Goldhaferbestände. Weiter unter sind angestaute Löschwasserteiche. Ein Vorteich verlandet mit Igelkolben-Flutschwadenröhricht, in den Hauptteichen wächst Röhricht und Laichkraut. Unterhalb der Teiche wird der maendrierende, naturnahe Bachlauf durchgängig von breiten Rohrglanzgrasröhrichten gesäumt, vereinzelt mit Ohrweiden.

## Schutzzweck
Geschützt werden sollen die Lebensräume für vieler nach der Roten Liste gefährdeten Pflanzen, Pilze und Tiere in NRW.
Die Ziele sind die Erhaltung und die Entwicklung folgender natürlicher Lebensräume gemäß Anhang I der FFH-Richtlinie:
- Fließgewässer mit Unterwasservegetation
- Berg-Mähwiesen
- Hainsimsen-Buchenwald

Das Gebiet hat eine besondere Bedeutung für folgende Pflanzen und Tiere:
- Prächtiger Dünnfarn
- Großes Mausohr
- Wasserfledermaus
- Kleine Bartfledermaus
- Braunes Langohr
- Gelbe Narzisse